# Deep State (Fernsehserie)
Deep State ist eine in Großbritannien für die Fox Networks Group produzierte Fernsehserie. Im Produktionsland erfolgte die Erstausstrahlung am 5. April 2018. In Deutschland erfolgte die Erstausstrahlung am 9. April 2018 beim Fox Channel, in den USA wurde die Serie durch den PayTV-Sender Epix akquiriert und ab 17. Juni 2018 ausgestrahlt.
Die Serie wurde um eine zweite Staffel verlängert.

## Inhalt
Die erste Staffel der Serie dreht sich um den pensionierten MI6-Agenten Max Easton, der sich gezwungen sieht, zum Dienst zurückzukehren, um seinen toten Sohn zu rächen. Schnell befindet er sich im Zentrum eines Geheimdienstkrieges.
In der zweiten Staffel ist Nathan Miller die Hauptfigur. Er wird nach Mali geschickt, weil dort ein für die Vereinigten Staaten wichtiger Auftrag gefährdet ist. Mehrere US-Agenten und ihre Dolmetscherin sollen zuvor hinterhältig ermordet worden sein.

## Besetzung und Synchronisation
Die deutschsprachige Synchronisation der Fernsehserie entstand bei Cinephon in Berlin-Tempelhof. Katrin Kabbathas verfasste die Dialogbücher der ersten Staffel, Rebekka Balogh diejenigen der zweiten Staffel. Dialogregisseur war Harald B. Wolf.
| Rolle            | Darsteller         | Synchronsprecher       |
| ---------------- | ------------------ | ---------------------- |
| Max Easton       | Mark Strong        | Erich Räuker           |
| Nathan Miller    | Walton Goggins     | Alexander Doering      |
| Harry Clarke     | Joe Dempsie        | Karim El Kammouchi     |
| Leyla Toumi      | Karima McAdams     | Sanam Afrashteh        |
| Anna Easton      | Lyne Renée         | Jessica Walther-Gabory |
| Amanda Jones     | Anastasia Griffith | Diana Borgwardt        |
| George White     | Alistair Petrie    | Peter Flechtner        |
| Meaghan Sullivan | Victoria Hamilton  | Silvia Mißbach         |
| Elliot Taylor    | Rachel Shelley     | Wicki Kalaitzi         |